# Brian Blade
Pour les articles homonymes, voir Blade.
Brian Blade est un batteur de jazz né le 25 juillet 1970 à Shreveport (Louisiane).

## Biographie
Brian Blade commence à se faire connaître en accompagnant Brad Mehldau et Joshua Redman. On a pu depuis l'entendre en « sideman » dans les formations de Pat Metheny, de Kenny Garrett, de Chris Potter, de Mark Turner, de David Binney, de Chick Corea et de John Patitucci. Depuis plusieurs années, il joue avec le groupe Wayne Shorter et on peut l'entendre dans l'album « Direction in Music  » (aux côtés de Michael Brecker, Roy Hargrove et Herbie Hancock).
Par ailleurs, Brian Blade dirige ses propres groupes et a, à ce jour, enregistré deux disques comme leader pour le label Blue Note et, en 2009, chez Verve il sort Mama Rosa aux accents folk très axé sur la guitare. La musique pratiquée par ces ensembles est un mélange de jazz, de funk, de rock, de country et de world music.
Outre ses activités comme « jazzman », Brian Blade est aussi musicien de studio et a accompagné des artistes comme Bob Dylan, Emmylou Harris, Joni Mitchell, Norah Jones ou Daniel Lanois.

## Récompenses
- 2022 : Grand Prix de l'Académie du jazz pour LongGone[1]

## Discographie

### En tant que leader
- 1998 : Brian Blade Fellowship (Blue Note)
- 2000 : Perceptual '(Blue Note)
- 2009 : Mama Rosa  (Verve Records)

### Brian Blade & The Fellowship Band
- 2008 : Season of Changes
- 2014 : Landmarks

### AvecWayne Shorter
- 2002 : Footprints Live! (en) (Verve Records)
- 2003 : Alegría (Verve Records)
- 2005 : Beyond the Sound Barrier (en) (Verve Records)
- 2013 : Without a Net (Blue Note)
- 2018 : Emanon (en) (Blue Note)

### En tant que sideman
Modèle:2018 : Trilogy 2 par Chick Corea